# Sass Jordan
Sass Jordan, geboren als Sarah Jordan (Birmingham, 23 december 1962), is een Canadese rock- en hardrockzangeres. Haar eerste single Tell Somebody van haar gelijknamige debuutalbum, won in 1989 de Juno Award voor meest veelbelovende vrouwelijke vocalist. Sindsdien is ze nog drie keer genomineerd en won ze de Billboard «Best Female Rock Vocalist»-prijs.

## Biografie

### De vroege jaren
Sass Jordan werd geboren als dochter van de in Frankrijk geboren literaire professor Albert Jordan en voormalig ballerina Jean Lanceman. Toen Sass Jordan drie jaar oud was, verhuisde Albert Jordan met zijn gezin van Frankrijk naar Montreal voor een functie als professor aan de Concordia University.
Jordan werd voor het eerst geïnspireerd om muziek na te streven, nadat ze het nummer The Night They Drove Old Dixie Down van The Band uit 1969 op de radio had gehoord. Jordans ouders hadden alleen klassieke muziek in huis en ze heeft het horen van The Band op de radio beschreven als een openbaring. Ze noemde Rod Stewart, Judas Priest, Ozzy Osbourne, David Bowie, Tears For Fears, Anthrax en de Amerikaanse soulzanger Al Green als haar muzikale invloeden.
In haar vroege tienerjaren zong en speelde Jordan regelmatig gitaar met een groep vrienden in Westmount Park. Op 16-jarige leeftijd begon Sass Jordan op te treden met bands in clubs in het centrum van Montreal en werd uiteindelijk de zangeres/bassiste van de bekende lokale band The Pinups.
In 1986 maakte Jordan haar opnamedebuut op het album Mauve van Bündock als co-leadzangeres van het nummer Come On (Baby Tonight). Ze begon al snel te werken als sessiezangeres voor andere in Montreal gevestigde acts, met name voor The Box. Jordan verscheen als zangeres in de videoclip voor het nummer Closer Together van The Box, hoewel de zang werd opgenomen door Martine St. Clair. Lokale acts begonnen met het opnemen van nummers geschreven door Jordan, waaronder de Canadese hitsingle Rain van Michael Breen, die op zijn titelloze album uit 1987 stond.

### Opname carrière
Jordans debuutalbum Tell Somebody werd uitgebracht in 1988 bij Atlantic Records, met daarop de Canadese hit singles Tell Somebody, Double Trouble, Stranger Than Paradise en So Hard. In het daaropvolgende jaar won ze de Juno Award in de categorie «Most Promising Female Vocalist of the Year». Tijdens de 1988-1989 chartrun van So Hard werd Jordan ook vertegenwoordigd in de Canadese hitlijsten met haar remake van de r&b-klassieker Rescue Me uit 1965, die was opgenomen voor de soundtrack van de film American Boyfriends. Als gevolg van haar snelle roem, verhuisde Jordan in januari 1990 van Montreal naar Los Angeles om te proberen door te breken op de Amerikaanse muziekmarkt.
Jordans tweede album Racine werd in 1992 uitgebracht bij MCA Records. Racine, opgenomen in Los Angeles, is Jordans best verkochte album, met een wereldwijde verkoop van naar schatting 450.000 exemplaren en leverde de Canadese hitsingles Make You a Believer, I Want to Believe, You Don't Have to Remind Me en Goin’ Back Again op. Make You a Believer en I Want to Believe werden gerangschikt in de Mainstream Rock-hitlijst van Billboard magazine. Van Racine werden 100.000 exemplaren verkocht in Canada.
In 1992 nam Jordan het duet Trust in Me op met Joe Cocker voor de film The Bodyguard, nadat ster Kevin Costner Jordan op zijn autoradio hoorde. Het soundtrackalbum voor The Bodyguard zou wereldwijd meer dan 45 miljoen exemplaren verkopen.
In 1994 bracht Sass Jordan Rats uit, dat ze als haar favoriete album heeft genoemd. Rats leverde Jordans eerste nummer in de Billboard Hot 100 op met de single Sun's Gonna Rise. Rats slaagde er echter niet in om voort te bouwen op het momentum van Racine en Jordan werd vervolgens uit de MCA Records-selectie geschrapt. Jordan begon toen met opnemen voor Aquarius Records en stemde in op het verzoek van het label om een meer mainstream geluid voor de albums Present (1997) en Hot Gossip (2000).
Sass Jordans succes als jurylid bij Canadian Idol moedigde haar aan om in 2006 terug te keren naar de opnamen, met het uitbrengen van haar album Get What You Give, opgenomen in de Nashville-studio van Colin Linden, die als producent diende. Gastartiesten op het album waren bassist Garry Tallent (van Bruce Springsteens E Street Band), drummers Ken Coomer (Uncle Tupelo, Wilco) en Bryan Owings (Shelby Lynne), gitarist Audley Freed (The Black Crowes) en toetsenist Richard Bell (The Band, Janis Joplin).
In 2009 vertrouwde Jordan haar man Derek Sharp de productie van haar album From Dusk 'til Dawn toe. Het album werd volledig opgenomen in slechts drie weken en werd gemixt in Los Angeles.
In 2011 nam Jordan het studioprojectalbum S.U.N.: Something Unto Nothing op met Brian Tichy en Michael Devin van Whitesnake en Tommy Stewart. Het album begon toen Jordan zich herenigde met Tichy in zijn thuisstudio in Santa Clarita om liedjes te schrijven. Something Unto Nothing markeerde de eerste samenwerking tussen Jordan en Tichy sinds Rats. Burned was het eerste nummer dat Jordan en Tichy samen schreven voor het project, dat al snel uitgroeide tot een volledig album. Tichy speelde in deze band gitaar. Het debuutalbum van de band verscheen in 2012 en de ep nomad volgde in het voorjaar van 2014.
In 2017, 25 jaar na het uitbrengen van Racine, nam Jordan Racine Revisited op met vernieuwde versies van de nummers van het originele album uit 1992. 
In 2020 bracht Sass Jordan haar eerste bluesalbum Rebel Moon Blues uit. Rebel Moon Blues bevat covers van bluesklassiekers, evenals de originele The Key. Rebel Moon Blues werd bij het uitbrengen alom geprezen. Het album kwam binnen op #5 in de Billboard Blues Album hitlijst.
Naast eigen albums werkte ze ook steeds weer samen met andere artiesten, waaronder de Jeff Healey Band (1990), Stevie Salas (1995 en 2007) en Nikolo Kotzev (2001). Bovendien was ze betrokken bij de heavy metal-opera Days of Rising Doom - The Metal Opera van Aina. Als songwriter werkte ze vooral voor de albums Butterfly (1997) en The Adventures of Mimi (2007) van Mariah Carey. 

### Andere projecten
Sass Jordan heeft genoten van een succesvolle acteercarrière in theater en televisie. Jordan speelde de hoofdrol van Janis Joplin in de off-Broadway-hit Love, Janis in 2001 en trad op in de Toronto en Winnipeg-producties van The Vagina Monologists. Jordan speelde een gastrol in het familiedrama Sisters uit de jaren 1990, wat haar laatste televisie-ervaring was voordat ze bij Canadian Idol kwam.
Sass Jordan was jurylid in alle zes seizoenen van Canadian Idol, te beginnen in 2003. In een bizarre speling van het lot had Jordan de maker van Idols, Simon Fuller, twintig jaar voor de lancering van Canadian Idol ontmoet toen Fuller Engelse bands leidde die op tournee waren in Montreal. In 1981 had een band die Fuller leidde geen geld meer en uiteindelijk woonde hij twee weken in de kelder van Sass Jordan. De Canadian Idol-deelnemers op wie Jordan het meest gesteld is, zijn Carly Rae Jepsen en Melissa O'Neil.
In 2019 nam Sass Jordan deel aan A Bowie Celebration: The David Bowie Alumni Tour. Onder leiding van Mike Garson, Bowie's toetsenist gedurende veertig jaar, is het unieke, rondzwervende eerbetoon aan David Bowie voorzien van Bowie's vroegere bandleden en werd het alom geprezen. Sass Jordans allereerste concert was David Bowie tijdens zijn Diamond Dogs Tour.
Sass Jordan waagde zich in de wereld van alcohol en sterke drank, met Rebel Moon Whiskey (een blended Canadese whisky van Dixon Distilleries) en Kick Ass Sass Wine (van Vineland Estates Winery in de Niagara Region).

## Privéleven
Jordan is getrouwd met muzikant Derek Sharp, de huidige zanger van The Guess Who. Samen hebben ze één dochter.
Begin jaren 1990 toerde Sass Jordan met de 22-jarige Taylor Hawkins, die later bekendheid verwierf als drummer van de Foo Fighters. Op 9 juli 2015 werd Jordan herenigd met Hawkins toen ze zich bij Foo Fighters voegde op het podium in Toronto om Stay With Me van The Faces te coveren.
Sass Jordan is vegetariër.

## Onderscheidingen
Jordan was de ontvanger van de Juno Award voor meest veelbelovende vrouwelijke vocalist van het jaar in 1989, en werd genomineerd voor beste vrouwelijke vocalist in 1990, 1993 en 1995.
In 2012 werd Jordan benoemd tot ere-kolonel van het 417 Combat Support Squadron, een benoeming die ze bekleedde tot de benoeming van Glen Suitor in augustus 2016.

## Discografie
Solo
- 1988: Tell Somebody
- 1989: Racine
- 1994: Rats
- 1997: Present
- 2000: Hot Gossip
- 2006: Get What You Give
- 2006: Best of Sass - An Authorized Bootleg
- 2010: From Dusk ’Til Dawn

met Stevie Salas
- 1995: Back From the Living
- 2007: The Sun and the Earth, Vol. 1

met S.U.N.
- 2012: Something Onto Nothing
- 2014: Nomad (ep)

- Bibliothèque nationale de France: cb141913015 (data)
- Gemeinsame Normdatei: 134812298
- International Standard Name Identifier: 0000 0000 7373 3521
- Library of Congress Control Number: no98016170
- MusicBrainz: 3bbd6c44-385e-4e51-8250-fbb23435f165
- Nationale Bibliotheek van Tsjechië: pag20201096405
- Nationale Bibliotheek van Israël: 987007404284805171
- Virtual International Authority File: 26676257
- WorldCat: E39PBJrcqvv6tWVVwVtH4GRkDq